# Knoutsodonta oblonga
Knoutsodonta oblonga is een slakkensoort uit de familie van de Onchidorididae. De wetenschappelijke naam van de soort werd voor het eerst geldig gepubliceerd in 1845 door Alder en Hancock als Doris oblonga.